# Agencia de Transporte de Vermont
La Agencia de Transporte de Vermont (en inglés: Vermont Department of Transportation, VTrans) es la agencia estatal gubernamental encargada en la construcción y mantenimiento de toda la infraestructura ferroviaria, carreteras estatales; así como sus autopistas federales, locales e interestatales, y transporte aéreo del estado de Vermont. La sede de la agencia se encuentra ubicada en Montpelier, Vermont y su actual director es Chris Cole.